# بیل رافل
بیل رافل (انگلیسی: Bill Ruffell; ۲۹ آوریل ۱۹۰۵ – مارس ۱۹۸۸ (۸۲ ساله)) بازیکن فوتبال اهل بریتانیا بود.
از باشگاه‌هایی که در آن بازی کرده‌است می‌توان به باشگاه فوتبال نلسون و باشگاه فوتبال وستهام یونایتد اشاره کرد.